# Occidryas dwinellii
Occidryas dwinellii är en fjärilsart som beskrevs av Edwards 1881. Occidryas dwinellii ingår i släktet Occidryas och familjen praktfjärilar. Inga underarter finns listade i Catalogue of Life.